# Waterstoniella modiglianii
Waterstoniella modiglianii är en stekelart som först beskrevs av Grandi 1921.  Waterstoniella modiglianii ingår i släktet Waterstoniella och familjen fikonsteklar. Inga underarter finns listade i Catalogue of Life.